# 小野城 (美濃国)

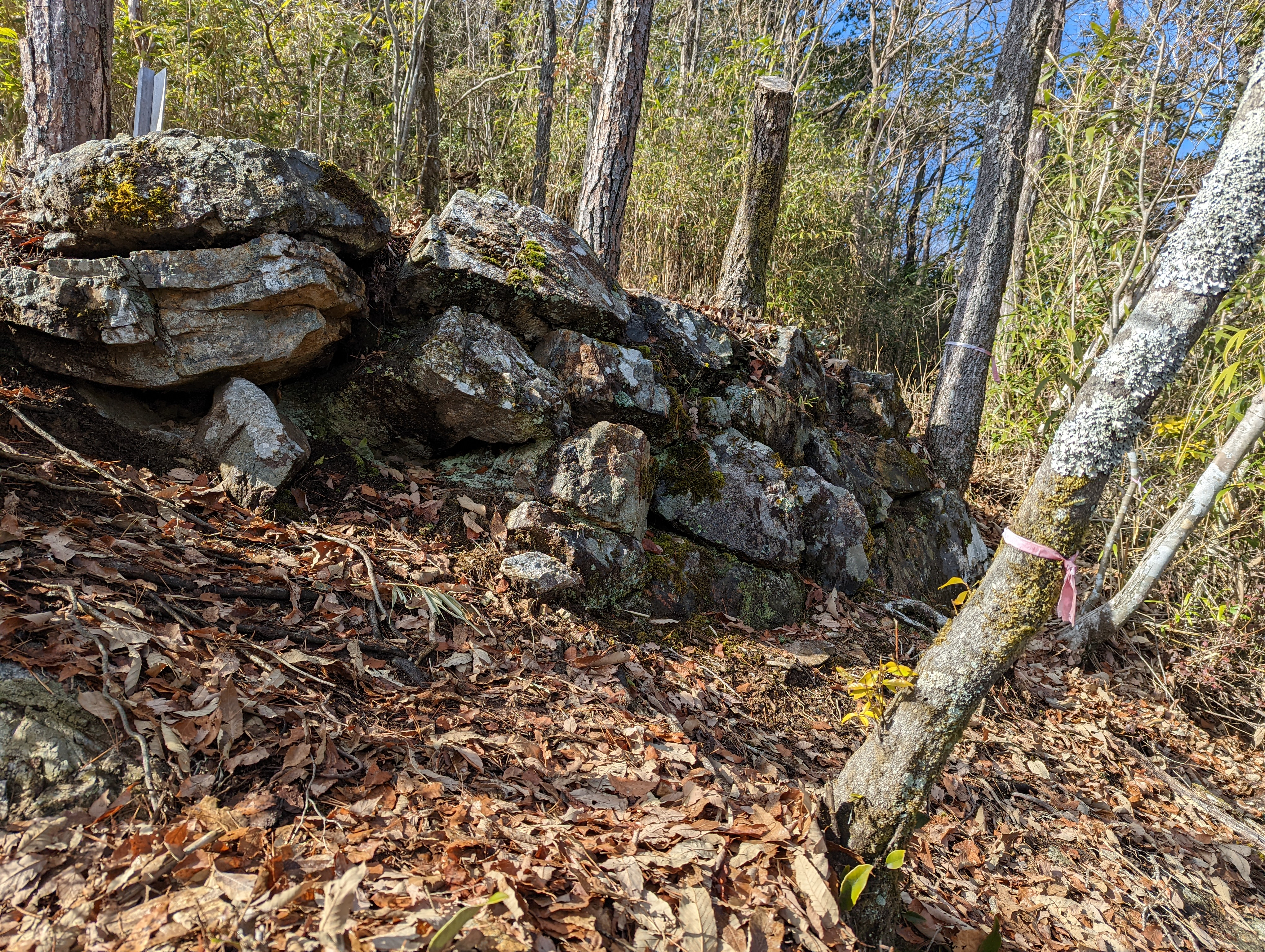
石垣

小野城（おのじょう）は、岐阜県関市小野と美濃市樋ヶ洞にあった日本の城（山城）。別名本城山城、栃洞山城。城主は美濃守護代斉藤氏である。築城年代は大永年間（1521年-1528年）前後と言われている。斎藤宗久、斎藤宗祐が城主と伝わっている。

## 概要
関市・美濃市境をなす標高423メートルの本城山に立地する。小野城は美濃守護斎藤氏が築いた城であり、規模から判断して、存在価値の高い城郭であった。その後、小野山合戦の後廃城になったと伝わる。美濃守護斎藤氏と、斎藤道三の後斎藤氏の闘争の関わりが指摘されているが定かではない。

## 史料
- 『新撰美濃志』には、小野城は斎藤八郎左衛門宗久が城主とされ、里人の伝えとして天文23年（1554年）に廃城になったと記されている。
- 西神野村と上有知村との間で山論が起った際の文書史料によると、古城山は当初、大山と呼ばれ、その北之峰に西神野村産土神の不動明王が祀られていた。ここに西神野村の地頭斎藤宗祐が居城を構え、不動明王を移した。その後、廃城となってから貞享3年（1686年）までに159年経過しているという。

## 現在
堀切・竪堀・井戸・石垣・説明板がある。本曲輪山頂には大きな岩盤が露出しており、景色を一望できる。主郭の岩には説明板が埋め込んである。相当数の曲輪が残存し、至る所に大きな石垣がある。広大な範囲に遺構が広がり、城の規模が大きい。